# Minutemen

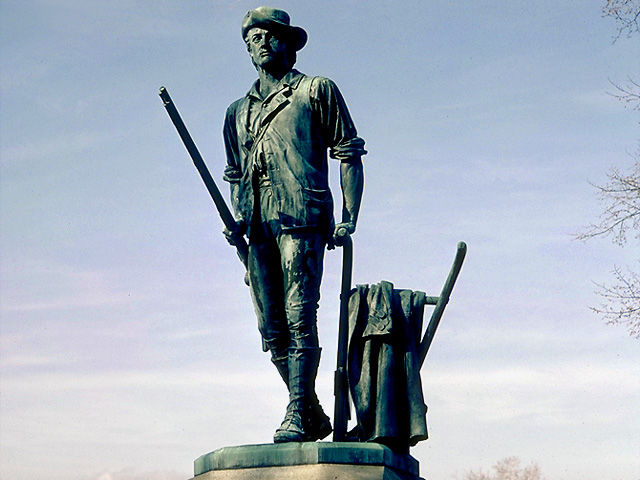
The Concord Minute Man z roku 1775 od Daniela Chestera Frenche, postavený v roce 1875. Zobrazuje typického Minutemana

Minutemen neboli tzv. minutoví muži, byli civilní obyvatelé amerických kolonií v 18. století, kteří byli samostatně organizovaná milice. Sami se připravovali, cvičili a ozbrojovali. Bojovali v Americké válce za nezávislost. Jejich jméno je odvozeno od rychlé připravenosti, tzv. do minuty. Od toho minutoví muži.
Z tohoto názvu byl odvozen název i uskupení The Four Minute Men, kteří dávali během první světové války agitační přednášky Committee on Public Information během promítání v biografu, když se měnila páska na promítání, taktéž museli mít rychlý nástup a být připravení, jako Minutemen v 18. století.